# 科爾納奇夫卡
49°0′5″N 27°4′42″E / 49.00139°N 27.07833°E
科爾納奇夫卡（烏克蘭語：Корначівка）是位於烏克蘭西部的村莊，由赫梅利尼茨基州裡赫梅利尼茨基區的索洛布基夫齊市鎮負責管轄。該村面積1.59平方公里，海拔高度273米，2001年人口390，人口密度每平方公里245.6人。